# Джерело № 9 (Рахів)
Джерело № 9 — гідрологічна пам'ятка природи місцевого значення. Об'єкт розташований на території Рахівського району Закарпатської області в місті Рахів на вул. Новоселиця.
Площа — 0,3 га, статус отриманий у 1984 році.